# НП районного масштабу (фільм)
«НП районного масштабу» — художній фільм, знятий в 1988 році за мотивами однойменної повісті Ю. Полякова.

## Сюжет
Брежнєвська епоха, Ленінград. Перший секретар Краснопролетарського райкому комсомола Микола Петрович Шумилін повинен піти на підвищення - другим секретарем міськкому. Наостанок він відзначає це призначення з своїми колегами - в лазні, з алкоголем та дівчатками. Однак не все складається гладко - повернувшись додому з оргії, Микола несподівано дізнається від дружини, що та збирається подати на розлучення.
А вранці з'ясовується, що вночі в райком забралися підлітки, які влаштували тут розпивання портвейну, а потім погром. Крім цього вони викрали кубок спартакіади і прапор. І це сталося напередодні ювілейного зльоту районної комсомольської організації, який повинен пройти в Палаці спорту «Ювілейний». Секретар райкому КПРС Ковалевський вимагає від Шумиліна протягом двох днів розібратися з ситуацією.
Опинившись у безвихідній ситуації, Микола намагається знайти допомогу у своєї колишньої коханки - секретаря обкому КПРС Корольової. Однак та погоджується на побачення, при цьому каже, що допомогти в ситуації з прапором не може. Ковалевський натякає, що Микола відбудеться мінімальним покаранням. Тоді під час засідання комсомольської організації заводу Шумилін вирішує рубати правду-матку.
Потім Микола йде до своєї коханки Тані, з якою після сексуального контакту відправляється в молодіжне кафе на дискотеку. Там несподівано замість вази для квітів їм дають викрадений з райкому кубок. Після цього міліція досить швидко вичислює викрадача прапора - підлітка з неблагополучної сім'ї Юру Семенова. Потім з'ясовується, що тепер Шумиліну інкримінують його промову на заводі, а райкому просто виділяють новий прапор. Однак у самому фіналі Ковалевський повідомляє, що з виступу Миколи на заводі вирішено зробити почин - всесоюзний урок щирості.

## У ролях
- Ігор Бочкін - Микола Петрович Шумилін, перший секретар Краснопролетарского райкому ВЛКСМ
- Леонард Варфоломєєв - Володимир Сергійович Ковалевський, секретар райкому КПРС
- Олена Анісімова - Надія Геннадіївна Коміссарова, третій секретар райкому ВЛКСМ
- Віталій Усанов - Олег Чесноков, зав. відділом райкому
- Надія Іцков - Галя, дружина Миколи
- Юрій Кузнєцов - капітан Мансуров, слідчий
- Олена Антонова - Таня, коханка Миколи
- Евеліна Бльоданс - Мілочка, секретар
- Юрій Демич - Околотков, секретар міськкому ВЛКСМ
- Надія Румянцева
- Семен Фурман - провідний зльоту
- Микола Дік - інструктор
- Герман Орлов
- Анатолій Сливников - водій Шумиліна
- Валентина Паніна - Людмила Олександрівна Корольова, секретар обкому КПРС
- Алла Муріна - Еллочка
- Сергій Войтов - Шестопалов
- Сергій Волков - Бутенін
- Леонід Андріянов - Локтюков
- Василь Малов - Максим
- Андрій Смирнов - Цимбалюк
- Олександр Шуригін - Хомич
- Ольга Чайникова - мати Семенова

## В епізодах
- Є. Афанасьєва — епізод
- Ю. Бирюкович — епізод
- Юлія Бочанова — епізод
- Валентина Виноградова — епізод
- Н. Виноградов — епізод
- В. Воронцова — епізод
- Андрій Герасимович — Юра
- Теймур Гасан-Заде — епізод
- Михайло Кордюков — ді-джей Майкл
- Н. Осипова — епізод
- Валентина Паніна — Людмила Олександрівна Королева, секретар обкому КПСС
- М. Полоцька — епізод
- Надія Румянцева — епізод
- Олена Слатіна — епізод
- С. Соловйов — епізод
- Анатолій Сливніков — водій Шумиліна
- Олексій Фалілієв — епізод
- У титрах не вказані:
- Валерій Биченков — епізод
- Микола Дік — інструктор
- Василь Малов — Максим
- Герман Орлов — райкомовец в туалеті
- Семен Фурман — провідний зльоту

## Знімальна група
- Автор сценарію - Юрій Поляков
- Режисер-постановник — Сергій Снєжкін
- Оператор-постановник - Володимир Бурикін
- Художник-постановник - Михайло Гаврилов
- Композитор - Олександр Кнайфель
- Звукооператор - Аліакпер Гасан-заде
- Редактор - Є. Пєчніков
- Консультанти - А. Бастрикін, В. Павлов
- Режисер - Валерій Биченков
- Оператор - В. Амосенко
- Монтажер - Валентина Нестерова
- Художник-гример - Ольга Шамкович
- Художник по костюмах - Є. Наливкіна
- Комбіновані зйомки:
Оператор - Л. Полікашкін
Художник - О. Акулов
- Режисерська група — В. Бойкова, В. Кулішева, Т. Сусляєва
- Асистенти:
оператора - В. Григор'єв, В. Кирюхін, О. Пупко
звукооператора - А. Волков, К. Кузьмін
монтажера - Н. Бурмістрова, С. Ільїна
- Майстри-костюмери - М. Юрцева, Н. Сичова
- Майстер-реквізитор - М. Бурдуковська
- Художники-декоратори - Е. Зюзікова, Лариса Смілова
- Художник-графік - О. Калягіна
- Художник-фотограф - Є. Іванова
- Майстер по світлу - А. Ільїн
- Цветоустановщік - Л. Юдіна
- Гримери - В. Гончарова, О. Рижикова
- Адміністративна група - С. Загорулько, Ю. Лопатин, Є. Фокіна, А. Шмуклер
- Директор картини - Олександр Донченко
- Знімальна група дякує ЦК ВЛКСМ за сприяння в зйомках кінокартини